# Italiaans zoetwaterhengelteam
Het Italiaans zoetwaterhengelteam is een nationale zoetwaterhengelteam voor heren.

## Historiek
Het Italiaanse team werd dertienmaal wereldkampioen, daarnaast wonnen ze twaalfmaal zilver en tienmaal brons. In het individueel klassement op dit WK veroverden de Italiaanse teamleden achtmaal goud, elfmaal zilver en achtmaal brons. Goed voor een medaillespiegel van 62 stuks.

## Palmares
| Land | team | team | team | ind. | ind. | ind. | totaal (medailles) |
| ---- | ---- | ---- | ---- | ---- | ---- | ---- | ------------------ |
| WK   | 13   | 12   | 10   | 8    | 11   | 8    | 62                 |
| EK   |      |      |      |      |      |      |                    |

| Kampioenschap | Locatie                             | Medaille |
| ------------- | ----------------------------------- | -------- |
| WK 1954       | Düsseldorf (BRD)                    | Brons    |
| WK 1957       | Belgrado (Joegoslavië)              | Goud     |
| WK 1959       | Neuchâtel (Zwitserland)             | Zilver   |
| WK 1962       | Peschiera (Italië)                  | Goud     |
| WK 1963       | Wormeldange (Luxemburg)             | Zilver   |
| WK 1964       | Isola Pescaroli (Italië)            | Zilver   |
| WK 1966       | Marthan Ferry (Verenigd Koninkrijk) | Brons    |
| WK 1971       | Pozzolo (San Marino)                | Goud     |
| WK 1972       | Praag (Tsjechoslowakije)            | Brons    |
| WK 1974       | Gent (België)                       | Zilver   |
| WK 1976       | Varna (Bulgarije)                   | Goud     |
| WK 1978       | Wenen (Oostenrijk)                  | Zilver   |
| WK 1985       | Firenze (Italië)                    | Zilver   |
| WK 1986       | Straatsburg (Frankrijk)             | Goud     |
| WK 1987       | Coimbra (Portugal)                  | Zilver   |
| WK 1988       | Damme (België)                      | Zilver   |
| WK 1989       | Plovdiv (Bulgarije)                 | Zilver   |
| WK 1990       | Maribor (Joegoslavië)               | Brons    |

| Kampioenschap | Locatie                          | Medaille |
| ------------- | -------------------------------- | -------- |
| WK 1991       | Szeged (Hongarije)               | Brons    |
| WK 1992       | Enniskillen (Ierland)            | Goud     |
| WK 1993       | Coruche (Portugal)               | Goud     |
| WK 1994       | Nottingham (Verenigd Koninkrijk) | Brons    |
| WK 1995       | Lappeenranta (Finland)           | Brons    |
| WK 1996       | Peschiera del Garda (Italië)     | Goud     |
| WK 1997       | Velence (Hongarije)              | Goud     |
| WK 1998       | Zagreb (Kroatië)                 | Brons    |
| WK 1999       | Toledo (Spanje)                  | Zilver   |
| WK 2000       | Firenze (Italië)                 | Goud     |
| WK 2001       | Parijs (Frankrijk)               | Brons    |
| WK 2006       | Montemor (Portugal)              | Zilver   |
| WK 2007       | Velence (Hongarije)              | Goud     |
| WK 2008       | Spinadesco (Italië)              | Brons    |
| WK 2010       | Mérida (Spanje)                  | Zilver   |
| WK 2011       | Ostellato (Italië)               | Goud     |
| WK 2015       | Radeče (Slovenië)                | Goud     |